# Hagenberg (Schlierseer Berge)
Der Hagenberg (1585 m) ist ein Gebirgszug in den Schlierseer Bergen (Oberbayern), der sich östlich des Ortes Neuhaus im Markt Schliersee erhebt.
Zunächst wird er vom Gratverlauf der Blechgrabenschneid dominiert, dann vereint er sich mit einem weiteren Grat, der östlich des Blechgrabens über die Nagelspitz verläuft und sich am ansonsten namenlosen höchsten Punkt zusammenfindet. Dieser ist mit Latschen bewachsen und wird selten besucht.
In der östlichen Flanke befindet sich die Gratspitze Hachelspitz, deren Gipfelkreuz vom Schliersee aus sichtbar ist.

## Galerie

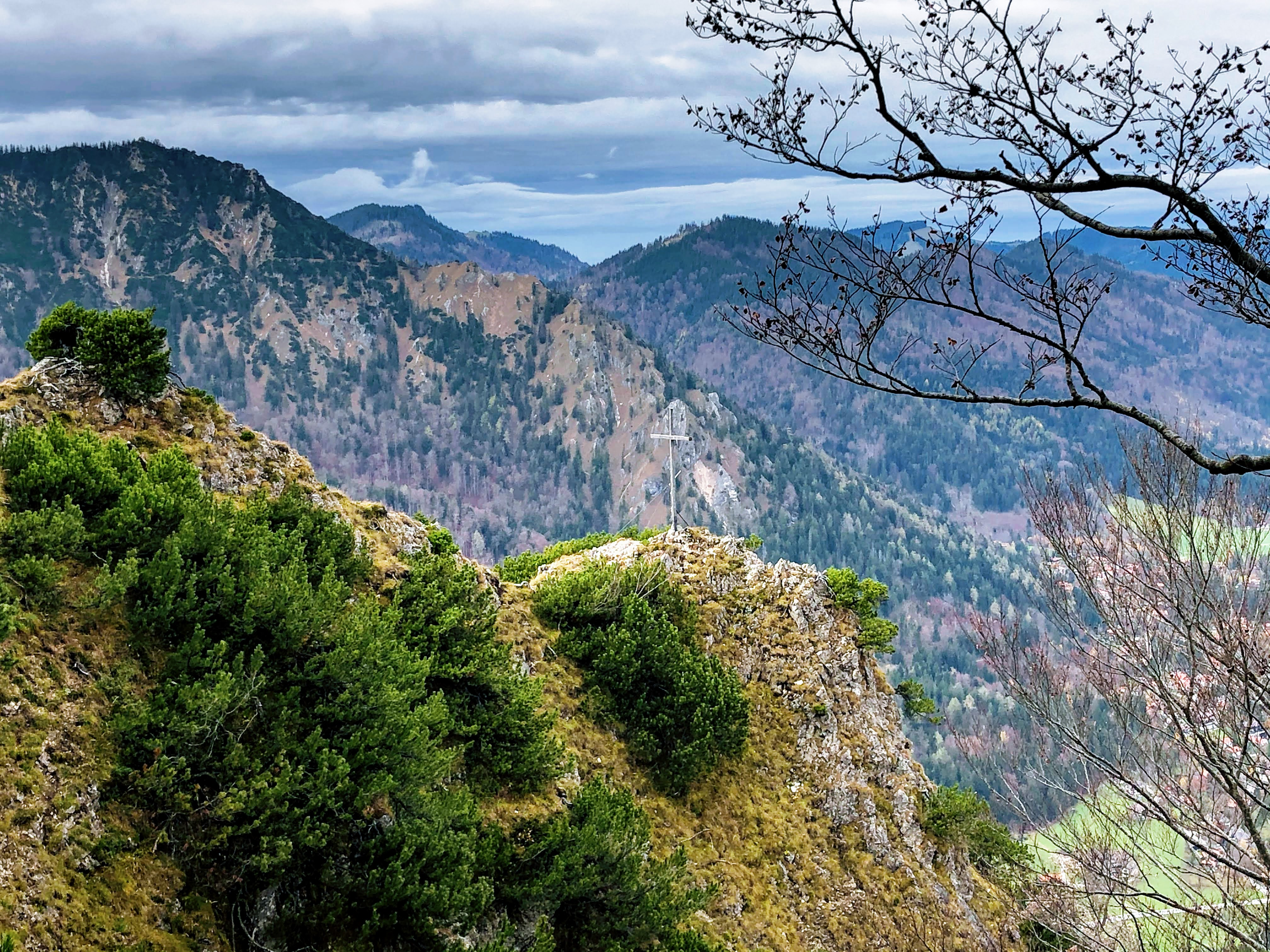
Hachelspitz